# Calmacil
Calmacil är en fiktiv figur i Härskarringen-universumet skapat av J.R.R. Tolkien. Han var den artonde konungen av Gondor och bror Narmacil I, som han efterträdde som kung år 1294 tredje åldern
Hans regeringstid varade i tio år, där hans son Minalcar (senare känd som Rómendacil II) fortsatte sin ärende som regent, ett ärende han hade haft under Narmacils regeringstid. Därför verkar han aldrig ha slagits i strider fast att han hade någon verklig makt.
År 1304 tredje åldern dog han och efterträddes av Minalcar.